# Crematogaster parallela
Crematogaster parallela är en myrart som beskrevs av Santschi 1925. Crematogaster parallela ingår i släktet Crematogaster och familjen myror. Inga underarter finns listade i Catalogue of Life.